# Dolmen de Port Louit
Le dolmen de Port Louit est un dolmen situé sur l'île d'Hœdic, dans le département français du Morbihan.

## Historique
Le dolmen est mentionné par l'abbé Lavenot en 1885 : « la chambre, presque circulaire, est formée de neuf supports, tous en place. Elle mesure 3 m dans son plus grand diamètre. J'y ai trouvé quelques grains de charbon. ». Lavenot fouille le dolmen et vide complètement sa chambre. Le Rouzic ne semble pas l'avoir exploré lors de son séjour sur l'île en 1924 mais reprend la description de Lavenot dans ses notes. 
Le monument a été fouillé en 2004 par J.M. Large.

## Description
Le dolmen est du type dolmen à couloir. Le couloir est court, ouvrant au nord, il est délimité par deux montants. Il est désaxé par rapport à l'axe médian de la chambre, l'ensemble dessine un plan en forme de « q ». Le sol de la chambre était dallé. En 1924, Le Rouzic a mentionné avoir repéré à proximité du dolmen une grande plate en granite qui pourrait avoir servi de table de couverture. Côté ouest, la chambre est encore entourée d'un cairn résiduel. La fouille de ce cairn, grossièrement circulaire, a révélée la présence de blocs de granite de talle moyenne, correspondant à de petits menhirs qui ont été arrachés de leur emplacement initial. Le monument pourrait ainsi avoir été construit à partir d'un petit ensemble de menhirs préexistant qui ont été partiellement abattus et intégrés au cairn ou conservés en place et réutilisés comme orthostates pour construire la façade ouest du dolmen.

## Mobilier archéologique
Lavenot ne signale aucune découverte de mobilier, la chambre ayant été préalablement pillée. J.M. Large y a recueilli une petite lame de hache polie en dolérite à grain fin et un galet biseauté aux deux extrémités, ainsi qu'un vase presque complet, retrouvé au pied du pilier nord-est de la chambre. Ce vase, à pâte fine, de couleur gris/noire et fond plat, a été attribué à la fin de l'Âge du fer. 
En l'état des connaissances, la construction du dolmen est attribuée au Néolithique avec une intrusion tardive dans le monument à l'époque gauloise,.